# 결합 길이
결합 길이(영어: bond length)는 화학 결합에서 두 원자 사이의 거리이다. 결합 차수가 클수록 결합 길이가 짧으며, 주로 유기 화합물에서 같은 두 원소 간의 결합이더라도 s 오비탈의 혼성 성분에 따라 결합 길이가 조금씩 다르다.